# 검 (드라마)
《검》은 1996년 2월 19일에 방영했던 한국방송공사 2TV 특집드라마이다.

## 기획 의도
검이란 참된 마음을 지니고 사용해야 한다는 깨달음을 그린 드라마

## 제작진
- 극본 : 윤영수
- 연출 : 김종선

## 출연진
- 권오성
- 김주영
- 김진태
- 김하림
- 박진성
- 송금식
- 송재호
- 오성열
- 이일화
- 임주완
- 임혁
- 최주봉
- 하대경